# Сили логістики Збройних Сил України
Сили логістики Збройних сил — окремий рід сил у складі Збройних сил України, що відповідає за технічне та тилове забезпечення і зберігання всієї номенклатури озброєння, боєприпасів, військової техніки, продовольства.

## Історія
Навесні 2018 року, відповідно до Указу Президента України від 22 лютого 2018 року № 39/2018, у структурі Збройних сил створено Командування сил логістики Збройних сил України, яке об'єднало в собі служби тилу та озброєння Збройних сил України.
З 3 по 13 червня 2019 року представники Командування Сил логістики ЗС України взяли участь у найбільшому міжнародному логістичному навчанні НАТО «Capable Logistician 2019» яке проводилося у Республіці Польща. 31 серпня 2019 року секретаріат штаб-квартири НАТО з консультацій, командування та управління (СЗВ) включив Україну до переліку країн, які використовують програмне забезпечення LOGFAS.
Протягом 2020 року у ЗС України тривало формування системи логістичного забезпечення за стандартами НАТО, зокрема до кінця 2020 року сплановано створення Командування Сил логістики як єдиної структури. Зокрема планується розгорнути окремі бригади логістики оперативних командувань, до складу яких увійдуть існуючі автомобільні батальйони, батальйони матеріального забезпечення та ремонтні частини оперативних командувань.
До кінця 2020 року заплановано перевести Командування сил логістики на штат єдиної військово-організаційної структури, чим повністю виконати завдання оборонної реформи зі злиття частин і підрозділів Тилу Збройних Сил та Озброєння Збройних сил.
1 січня 2022 року Сили логістики отримали статус окремого роду сил.

## Структура
Частини підпорядковані Озброєнню ЗСУ
- 6-й арсенал (А1479, м. Ічня Чернігівської області)
- 48-й арсенал (А1119, м. Калинівка Вінницької області)
- 62-й арсенал (А1201, с. Богданівка Кіровоградська області)
- 65-та центральна артилерійська база зберігання ракет і боєприпасів (А1352, м. Балаклія Харківської області)
- 145-й окремий ремонтно-відновлювальний полк (А1080, м. Миколаїв)
- 482-й конструкторсько-технологічний центр (А2070, м. Київ)[8]
- 732-га центральна артилерійська база озброєння (А0153, м. Сарни Рівенська області)[9][10]
- 1282-га центральна база зберігання та ремонту бронетанкового озброєння та техніки[11] (А2730, смт. Ярмолинці Хмельницької області)

Автомобільні і дорожні війська
- 104-та окрема автомобільна бригада імені Остафія Дашковича[12] (А1744, м. Черкаси)[13]

## Командування

### Командувачі
- 2019—2021: генерал-лейтенант Вишнівський Олег Віталійович
- 2021—2024: генерал-майор Гуляк Олег Вікторович[14]
- з 2024: бригадний генерал Карпенко Володимир Володимирович[15]

## Символіка
Малюнок нарукавної емблеми Командування Сил логістики розроблений Головним управління розвитку та супроводження матеріального забезпечення (ГУ РСМЗ ЗС) та затверджено 10 червня 2019 року, начальником Генерального штабу — Головнокомандувачем ЗС України.
В основу нарукавної емблеми покладено темно-синій трикутний щит, по центру якого срібне стилізоване зображення лицарського обладунку зі срібною облямівкою стилізованого зображення цейхгауза. Обладунок символізує озброєння і військове спорядження, цейхгауз це зберігання зброї, спорядження, обмундирування та продовольства. Два перехрещені золоті перначі — символ органу військового управління, що вказують на два основні напрями логістичного забезпечення — тилового та ракетно-артилерійського озброєння.